# Alexis-Marie Piaget
Alexis-Marie Piaget (Lyon, 18 juli 1802 - Neuchâtel, 1 juli 1870) was een Zwitsers politicus. Hij speelde een belangrijke rol tijdens de Revolutie in Neuchâtel in 1848 en was lange tijd voorzitter van de Staatsraad van het kanton Neuchâtel.

## Biografie

### Vroege carrière
Alexis-Marie Piaget stamde uit de hoge en koningsgezinde burgerij. Zijn vader was een jurist in Les Bayards in het Zwitserse kanton Neuchâtel), maar was ook werkzaam in de Franse stad Lyon. Hierdoor werd hij in deze stad geboren, groeide hij er op en ging hij er naar school. Na de voltooiing van zijn middelbare opleiding studeerde hij letterkunde en rechten in Lyon en Parijs. Hij promoveerde in 1821 in de letterkunde en in 1824 in de rechten, maar vestigde zich aanvankelijk niet als advocaat. Hij volgde een opleiding tot drukker-lithograaf in 1828 en baatte tot 1835 een drukkerij uit in Parijs.
Piaget, die liberaal en republikeinsgezind was, nam in 1830 deel aan de Julirevolutie, die koning Karel X van Frankrijk ten val bracht en die leidde tot de oprichting van de Julimonarchie.
In 1835 vestigde hij zich als advocaat in het Zwitserse La Chaux-de-Fonds. Daar kwam in contact met liberale tegenstanders van het Vorstendom Neuchâtel, het Pruisische regime in het kanton Neuchâtel. In 1847 werd hij verkozen als lid van het Wetgevend Lichaam (Corps Législatif).

### Revolutie in Neuchâtel
Tijdens de Revolutie in Neuchâtel in 1848 was Piaget naast Fritz Courvoisier en Ami Girard een van de leidende figuren van de republikeinse opstand tegen de Pruisische vorst. Binnen de kopstukken van de revolutie was hij een van de gematigde leden. Uit deze groep zou later de radicale partij van Neuchâtel (Parti radical neuchâtelois) worden gevormd. Op 1 maart 1848 kwam er een einde aan het monarchistisch bestuur en werd de republiek uitgeroepen. Op 2 maart 1848 werd een voorlopige regering gevormd met Piaget als voorzitter.
Op 4 maart 1848 werd de voorlopige regering vervangen door de Staatsraad van Neuchâtel, de nieuwe kantonnale regering met Piaget als voorzitter. Hij bleef het voorzitterschap uitoefenen tot 1860 en vervolgens in de periode's 1862-1863, 1866-1867 en 1868-1869. In de kantonnale regering beheerde hij tot zijn overlijden in 1870 het departement van Justitie en Buitenlandse Zaken. Onder zijn impuls kwam in 1855 een nieuw kantonnaal strafwetboek tot stand.
Piaget werd op 25 maart 1848 op basis van algemeen mannenkiesrecht in de constituante gekozen. Dat was de vergadering die een nieuwe grondwet diende op te stellen. Daarbij werd was Piaget de voornaamste auteur van de grondwet van Neuchâtel, die voorzag in een scheiding der machten, de instelling van de Staatsraad als uitvoerend orgaan, de oprichting van de Grote Raad van Neuchâtel als kantonnaal parlement, een modern rechterlijk apparaat en een progressief belastingstelsel. Piagets achtergrond als jurist drukte zijn stempel op de grondwet. Op 30 april 1848 werd de nieuwe grondwet door het volk goedgekeurd.
Van 1848 tot 1858 was Piaget lid van de Grote Raad van het kanton Neuchâtel en na voor de eerste maal te worden verkozen bij de Zwitserse parlementsverkiezingen van 1854 was hij van 1854 tot 1869 lid van de Nationale Raad.

### Neuchâtelcrisis
In 1856 ondernamen royalistische aanhangers van de koning van Pruisen een mislukte couppoging. Zij trachtten het republikeinse bewind omver te werpen en de monarchie te herstellen. De coup mislukte. De Bondsraad (federale regering) studeerde daarop militairen naar Neuchâtel om de rust te herstellen. De koning van Pruisen, Frederik Willem IV, die de coupplegers had gesteund, was woedend en dreigde militairen naar Neuchâtel te sturen om een monarchistisch bewind in te stellen. Het Zwitserse leger mobiliseerde en een oorlog tussen Zwitserland en Pruisen dreigde. Keizer Napoleon III van Frankrijk en generaal Henri Dufour boden aan om te bemiddelen. Piaget en afgevaardigden van koning van Pruisen reisden af naar Parijs om te onderhandelen. Uiteindelijk kwam in 1857 het Verdrag van Parijs tot stand. Het verdrag voorzag in het behoud van de republiek Neuchâtel als deel van de Bondsrepubliek Zwitserland, maar de koning van Pruisen mocht de titel prins van Neuchâtel blijven voeren. De deelnemers aan de putsch kregen amnestie.
Gedurende zijn laatste ambtsjaren zette Alexis-Marie Piaget zich in voor de modernisering van de wetgeving. Hij overleed op 67-jarige leeftijd in 1870.

## Trivia
- Piaget was vrijmetselaar.[2]
- Op 1 juli 1870, de dag van zijn overlijden, werd nationale rouw afgekondigd.
- In La Chaux-de-Fonds is met de Rue Alexis-Marie Piaget een straat naar hem vernoemd.